# Cantonul Saint-Genix-sur-Guiers
Cantonul Saint-Genix-sur-Guiers este un canton din arondismentul Chambéry, departamentul Savoie, regiunea Rhône-Alpes, Franța.

## Comune
- Avressieux
- Champagneux
- Gerbaix
- Gresin
- Marcieux
- Novalaise
- Rochefort
- Sainte-Marie-d'Alvey
- Saint-Genix-sur-Guiers (reședință)
- Saint-Maurice-de-Rotherens